# John Stamos
John Phillip Stamos, eg. Stamotopoulos, född 19 augusti 1963 i Cypress, Kalifornien, är en amerikansk skådespelare, producent, musiker, komiker och sångare.
Han har spelat Jesse Katsopolis i TV-serien Huset fullt. Han medverkade även i komediserien Jake (2005-2006), där han innehade huvudrollen och Cityakuten (2007). Han har också varit med i den amerikanska såpan General Hospital, där han spelade Blackie Parrish i två år och han vann två Soap Opera digests awards för rollen. Han har också medverkat i Glee (2010-2011) och i avsnittet "The one with the donor" i sitcom-serien Friends (2003). Han medverkade även i säsong två av serien Scream Queens (2016).
Han har gästspelat flera gånger i Huset fullt uppföljaren Huset fullt – igen som Jesse Katsopolis (2016-2019).
Han har även medverkat en kortare tid i musikgruppen Beach Boys.
I september 1998 gifte sig Stamos med Rebecca Romijn. Stamos ansökte om skilsmässa i augusti 2004 och skilsmässan blev slutlig den i mars 2005.
I februari 2018 gifte sig Stamos med Caitlin McHugh. Parets son föddes i april 2018.

## Filmografi (i urval)
- 1982–1984 – General Hospital (TV-serie)
- 1987–1995 – Huset fullt (TV-serie)
- 1993 – Röster från andra sidan graven (TV-serie)
- 2003 – Vänner (TV-serie)
- 2005–2009 – Cityakuten (TV-serie)
- 2010 – Entourage (TV-serie)
- 2010–2011 – Glee (TV-serie)
- 2011 – Law & Order: Special Victims Unit (TV-serie)
- 2011–2015 – 2 1/2 män (TV-serie)
- 2013 – The New Normal (TV-serie)
- 2016 – 2020 (TV-serie)
- 2016 – Scream Queens (TV-serie)
- 2017 – Vem tror du att du är? (TV-serie)
- 2018–2019 – You (TV-serie)
- 2021 – Big Shot (TV-serie)

## Utmärkelser och nomineringar
| År   | Utmärkelse             | Kategori                                       | Nominerat verk   | Resultat  |
| ---- | ---------------------- | ---------------------------------------------- | ---------------- | --------- |
| 1982 | Soapy Awards           | Most Exciting New Actor                        | General Hospital | Vann      |
| 1983 | Daytime Emmy Awards    | Outstanding Supporting Actor in a Drama Series | General Hospital | Nominerad |
| 1983 | Young Artist Awards    | Outstanding Supporting Actor in a Drama Series | General Hospital | Nominerad |
| 1984 | Young Artist Awards    | Outstanding Supporting Actor in a Drama Series | General Hospital | Vann      |
| 1985 | Young Artist Awards    | Best Young Actor in a Television Comedy Series | Dreams           | Nominerad |
| 2016 | People's Choice Awards | Favorite Actor in a New TV Series              | Grandfathered    | Vann      |